# Лазірки (станція)
Лазі́рки — проміжна залізнична станція 4-го класу Полтавської дирекції Південної залізниці на лінії Гребінка — Ромодан. Розташована поблизу села Лазірки Лубенського району Полтавської області.

## Історія
Станція відкрита 1901 року, коли було прокладено залізницю Київ — Полтава. 
У 1996 році станцію  електрифіковано в складі ділянці Гребінка — Лубни. Впродовж 1995—1999 років електрифіковано і всю лінію до Полтави.

## Пасажирське сполучення
На станції Лазірки зупиняються приміські поїзди сполученням:
- Ромодан — Гребінка
- Гребінка — Огульці
- Коломак — Гребінка
- Гребінка — Полтава-Південна
- Полтава-Південна — Гребінка
- Гребінка — Лубни
- Лубни — Гребінка
- Гребінка —  Ромодан[1].